# Jakob Schaller
Jakob Schaller (auch Jacques oder Jacobus; * 25. Februar 1604 in Heiligenstein; † 24. Juni 1676 in Straßburg) war ein deutscher Philosoph, lutherischer Theologe und Hochschullehrer.

## Leben
Schaller war der Sohn des Pfarrers und später Predigers am Straßburger Münster Wolfgang Schaller. Jakob Schaller besuchte zunächst ab 1611 das Straßburger Gymnasium und studierte anschließend Philosophie. Nachdem er in Philosophie den Magistergrad erlangt hatte, nahm er das Studium der Theologie auf. Anschließend reiste er ab 1626 an diverse Universitäten in Deutschland und der Schweiz. Einen längeren Aufenthalt von zwei Jahren legte er dabei ab 1629 zum Studium an der Universität Jena ein.
Schaller folgte 1633 einem Ruf als Professor der praktischen Philosophie zurück an die Universität Straßburg. Dort wurde er 1634 zum Dr. theol. promoviert und anschließend mit einer großen Zahl an Disputationen schriftstellerisch aktiv. In den Jahren 1636, 1646, 1656 sowie 1666 war er außerdem Rektor der Universität. 1657 schrieb er an der Universität Straßburg eine Dissertation mit dem Titel: „Paradoxon der Folter, die in einem christlichen Staat nicht angewendet werden darf“.
1637 erfolgte Schallers Ernennung zum Kanoniker am Thomaskapitel der Stadt. 1666 wurde er dann Dekan des Kapitels, 1674 dessen Stiftspropst.

## Publikationen (Auswahl)
- Bellarminus Orthodoxias Testis, hoc est, Catholicae Et Evangelicae Veritatis In Praecipuis quibusdam articulis cum Romano Catholicis Ecclesiae nostrae controversis ex ipsomet Bellarmino Assertio, Steinmann, Jena 1630.
- Consideratio politica civitatis, Straßburg 1653.
- Paradoxon Politicum Democratia Est Optima Res Publica, Welper, Straßburg 1654.
- Paradoxon de tortura in Christiana republica non exercenda, Straßburg 1658.
- De Testamentis Christianis Pars Prior, Pastorius, Straßburg 1661.
- Parallelismus assumtionis Alcumenae ex Plutarchi Romulo, et assumtionis B. Virginis, Straßburg 1664.
- Os Liberum & Mors Ambitiosa Helvidii Prisci Senatoris Romani, Staedel, Straßburg um 1670.